# Batracomorphus io
Batracomorphus io är en insektsart som beskrevs av Knight 1983. Batracomorphus io ingår i släktet Batracomorphus och familjen dvärgstritar. Inga underarter finns listade i Catalogue of Life.